# 絕對的孤獨者
《絕對的孤獨者》是日本作家川原礫的輕小說。插畫是由負責。由電擊文庫（ASCII Media Works）於2014年6月10日發行。中文版由台灣角川和天闻角川代理發行。
是作者川原礫繼《加速世界》、《刀劍神域》之後，第三個以文库版形式发行的系列作品。改寫自2004年至2009年間在作者自己的網站上連載的網路版小說《絕對孤獨》。
繁體中文版譯者為梁恩嘉，简体中文版译者为曹逸冰。条目中的中譯名詞以繁體中文版為準。

## 故事簡介
2019年9月，有一些人類尚未接觸過的宇宙有機生命體「第三隻眼」掉落到地球上，它會依照被寄生的人的願望或是創傷，賦予各種不同性質的物理操作能力。
17歲的少年空木實得到了阻絕外界干涉、甚至超越物理法則的透明的「防禦殼」能力，這個能力實現了他過去以來的心願：追求絕對的孤獨。
空木實不想留在任何人的記憶中，也不想累積無用的記憶，就這樣在學校中默默的生活。但是因為與高中的同年級同學箕輪朋美交流的契機，破壞了原來低調的生活，不由分說地把他捲入「第三隻眼」持有者的戰鬥之中。

## 登場人物

### 煤玉之眼持有者

#### 特課成員
空木實（Utsugi Minoru）
本作的男主角。八年前姊姊和父母都遭到侵入家裡的歹徒殺害，只有他一人活下來，頭髮也因此變成灰色。之後接受領養，目前與義姊由水典江一起住在埼玉縣埼玉市櫻區北端的淨水場附近，每天騎腳踏車到6公里外的學校上學。五年來他維持每天晨跑10公里的習慣，希望藉此忘掉不想要的記憶。
三個月前因為從宇宙掉下來的謎樣球體「第三隻眼」的寄生，第三隻眼寄宿在胸骨中央。得到了能做出包覆全身（也可以跟別人一起包在裡面）、透明無色、阻絕一切的「防禦殼」的能力，代號是「孤獨者（Isolator）」，與由美子的關係很曖昧。
安須由美子（Azu Yumiko）
本作的女主角。隸屬於專門對抗有害的第三隻眼紅寶石之眼的組織「特課」的少女。代號是「加速者（Accelerator）」，第三隻眼寄宿在大腿內側。能力是超加速直線移動，只要中間沒有障礙物，就可以近乎在瞬間移動到她要到的位置，她發動能力需要先有預備動作，再將取得的反作用力強力增幅以進行高速移動。
常用武器是大型電擊警棍和大型小刀與敵人進行接近戰。她在追擊「咀嚼者」的時候與空木實邂逅，一開始以為空木實是紅寶石之眼的宿主，態度也有些不滿與嚴厲。但在與空木實相處之後，卻會在不知不覺之間跟他談上很多話，與實的關係很曖昧。
大門傳二郎（Daimon Denjirou）
特課的男性成員，喜歡軍裝打扮，造型很酷，臉和表情卻看不出一點緊張感，暱稱「DD」。代號是「探索者（Searcher），第三隻眼位置不明。能力是可以在遠距離外聞到並追蹤正在使用能力的第三隻眼所發出來的氣味，但對於沒使用能力的第三隻眼只能在近距離內才能感知。
冰見（Himi）
特課的課長，30多歲後半的男性，身材高瘦。在特課裡主要是負責行政業務，作戰任務大多交由伊佐理理指揮。能力是操作他人的記憶，第三隻眼位置不明，代號不明。不過據他說這個能力需要對方的配合，否則無法進行。
伊佐理理（Isa Riri）
特課的代理課長，小學四年級女生，實際上的作戰指揮官。暱稱是「教授」，平常講話是超乎年齡的老成語氣，喜歡用綽號稱呼同伴。代號是「思索者（Speculator）」，第三隻眼位置不明。能力是「思考力」，只要是能透過思考解決的任何問題，在一瞬間就可以想出答案。
生駒早苗（Ikoma Sanae）
高中女生，代號是「狙擊者（Shooter）」，第三隻眼寄宿在右肩。能力是用弓箭進行超長距離狙擊，只要是箭狀的東西，都可以絕對命中目標，就算是遠在10公里之外也可以射中。由美子過去的搭檔，在執行任務時因為「發火者」的缺氧攻擊而腦死，陷入永遠昏迷的狀態，身體完全被失控的第三隻眼接管，只能維持生命跡象。現在由由美子照顧著。
齊藤奧利維（Saito Olivier）
高中男生，日法混血的美少年，喜好玩RPG遊戲，熱中於一直升級。代號是「分斷者（Divider）」，第三隻眼位置不明。能力是只要拿著刀刃狀的東西就可以切斷任何物體。他重要的妹妹被凝結者綁走，為此他多次與凝結者交手。
林丹貝爾卡（Lindenberger）
僅知由美子在對話中提到，第三隻眼位置、代號不明，尚未登場。
在特課的房間是三樓的303號室，空木實被理理叫去他房間搬暖桌的時候，那間房間是幾個月沒有人住的狀態，被當作倉庫使用。
小村雛（Komura Suu）
國三女生。代號是「折射者（Refractor）」，第三隻眼與大腦中央的視丘結合了，所以完全無法動摘出手術。能力是折射經過自己身旁的光線讓自己完全隱形，但當她需要看到外界景像時，還是必須露出視網膜的兩個小黑點。
她本是天生的超能力者，從小就可以看到別人向她投射的視線，並且她看到的視線會因對方對她的情感而分別呈現出不同的顏色。黃色系的視線代表慈愛，藍色是憎惡，紅色是慾望，紫色是嫉妒，黑色是恐懼。她最不能接受的是父親與母親對她的視線漸漸偏紅與偏藍，要不是因為第三隻眼讓她得到「迴避他人視線」的能力，她可能已經自殺了。
她單獨捕獲過7名紅寶石之眼的持有者，被稱為特課最強的能力者。對發火者攻堅的時候她負責潛入發火者租屋處調查。後來她和空木實一起，讓隱形的能力和防禦殼的能力合體，潛入「組織」的秘密據點進行調查時，兩人中了液化者的圈套被埋在厚重的水泥裡面。為了救空木實，她把自己彈出防禦殼外，企圖藉由死亡引發第三隻眼的脫離，以打破圍阻的水泥。雖然空木實即時解除了防禦殼，她還是身負重傷，被送入廣尾的醫院治療，在空木實把他收入防禦殼內之後甦醒。
小村菖（Komura Shou）
雛的哥哥，代號是「觀察者（Spectator）」。第三隻眼位置不明。能力是只要把他家裡長年裝飾在自己房間的模型人偶放到想要觀察的地方，就可以從遠距離看到並聽到現場的狀況，可以同時監看幾個地點。
雛住院的時候小村菖透過治療室裡擺放的美少女模型守望著雛，發現昏迷中的雛的右手食指在抖動後，也立刻以郵件通知治療室外的理理他們。

#### 分隊成員
錦田（Nishikida）
男性。身材高大，個性中規中矩。第三隻眼位置不明。
柿成（Kakinari）
女性。有點多話，從個性來看實在有點不像是自衛隊成員。第三隻眼位置在胸前。

### 紅寶石之眼持有者

#### 「組織」成員
液化者（Liquidizer）
女性，本名不詳，「組織」的高級成員。代號是「液化者（Liquidizer）」，第三隻眼位置不明。能力是可以連續將固體液化或再固化，液化態的固體會喪失浮力使人陷入其中。她曾一度用液化的陷阱困住了空木實和小村雛，再聯合凝結者對付趕來救援的其他特課能力者，經過一番激戰之後雖然落敗，仍然利用液化能力帶著凝結者一起潛入地底逃脫了。在三川霤受到刺擊者追殺的時候趕去救援，實和由美子也在戰鬥現場，不過包含她在內都打不過刺擊者，在實被刺擊者的線蟲捆住時，她以幫實溶斷線蟲作為交換條件，懇求實去救三川霤。戰鬥結束時液化者趁亂消失無蹤。
三川霤（Mikawa Ryuu）
少年。本名不詳，三川霤是假名。代號是「凝結者（Trancer）」。第三隻眼位在左肺。能力是可以藉由吹氣自由操作水的三相變化。
他因「組織」的命令擄走了齊藤奧利維的妹妹，成了奧利維的窮追不捨的對象。又因蓄意使用能力造成嚴重的死亡車禍而受到追緝。在與特課成員們一番激戰之後被液化者帶著潛入地底逃脫。後來因受到刺擊者追殺選擇在冷凍倉庫外反擊，實和由美子和液化者先後到場，和刺擊者的作戰結束後他被由美子逮捕，送往醫院治療。
六年前三川霤偶然撿到一把冷凍倉庫休息室的鑰匙，於是和要好的女生（小說裡寫成○○）趁著下雨一起躲過大人們的視線偷偷溜進冷凍倉庫冒險，那裏是屬於兩個人的冰之國度。那時霤受到母親的虐待，○○則是受到父親的性虐待，雖然霤幫○○匿名投訴了，結果還是沒有用。於是他們決定根據霤自己從書上看來的片段知識實行「人體冷凍保存」，冀望醒來之後會是遙遠未來的理想世界。結果只有他被救回來，他一直幻想著○○被冰凍在冷凍倉庫的冰柱裡，因此常常去探望。實際上○○被冷凍的屍體在六年前早就被發現了。
共感者（Empathizer）
性別、本名不詳，代號是「共感者（Empathizer）」，第三隻眼位置不明。能力是可以使用傳統的磁帶式攝影機捕捉人腦內的記憶。他跟液化者一起到醫院成功取得已經被摘除第三隻眼的發火者腦中殘存的片段記憶，分析關於防禦殼的特性。

#### 「組織」以外的持有者
刺擊者（Stinger）
本名、性別年齡皆不詳，第三隻眼位置不明。穿著像是橡膠的暗紅色連帽大衣和長靴，戴著手套，攜帶著一個大型注射針筒。
能力是可以射出並遙控各種可以導向飛行的「蟲」，有可以靠鞭毛的動力鑽入人體後在要害處引爆的刺蟲；極為強韌可以束縛敵人的線蟲；可以黏在牆上把自己拉過去的鋼絲；附在敵人身上吐出細絲用以追蹤敵人的蟲；還有速度極快可以射穿人體的飛彈蟲等。身上的大衣長靴和手套實際上都是蟲的集合體。
他狩獵所有的第三隻眼持有者，目的是抽取對方身上的血液。在「分隊」強襲「組織」在京濱島的倉庫據點時殺害六名屬於「分隊」的自衛隊員。在醫院殺了兩名職員並攻擊空木實，被擊退後轉而跑去追殺三川霤，追到冷凍倉庫後和三川霤發生戰鬥，並與隨後趕到的實與由美子和來救援三川的液化者交手。他由蟲構成的大衣甚至能擋住液化者的液化能力，最後實擒抱住他，再讓防禦殼「爆破」擠斷他右腿膝蓋以下的部分，刺擊者才把大衣變形成蝙蝠翅膀，留下斷掉的右腳和破裂的針筒飛走。

#### 已脫離的持有者
高江洲晃（Takaesu Hikaru）
身材壯碩的28歲男性，高江洲小時候因為受到媽媽過度偏激的管教和自己磨牙的習慣，反而損害了牙齒，管教嚴格的媽媽在暴怒之下用虎頭鉗拔掉了他的牙齒，在得到能力前都是裝上假牙。大學畢業時謀殺了母親，出道成為美食評論家。
代號是「咀嚼者（Biter）」，第三隻眼寄宿於下顎。能力是32顆無堅不摧的牙齒和可以大幅度變形拉開的上下顎，之前已經吃掉4個人。崇拜鯊魚（最喜愛是沙虎鯊；其次是巨齒鯊；第三是鼬鯊；最後是尖吻鯖鯊），以自己的能力為傲，認定自己是被選上的優秀獵食者。因為咬不動空木實的殼而鎖定了他，綁架他的義姊由水典江到崎玉超級競技場的頂樓上。卻在傾盡全力的最後反使得自己的能力失控，連大腦在內整個頭部也肌肉化而爆裂。死後屍體遭失控的紅寶石之眼控制，化身為全身肌肉尖牙化的無頭怪物，最後在空木實的幫助下安須由美子燒死了他。
中久保洋介（Nakakubo Yousuke）
59歲的老年男性，原來是庭園營造公司的老闆，因為被職員須加綾斗侵吞公款跳票公司倒閉，他開車衝進海裡攜妻兒自殺，最後掙扎著游上海面時得到紅寶石之眼。後來他殺了須加綾斗，冒用須加的身分生活。
代號是「發火者（Igniter）」，第三隻眼寄宿於右手掌中。特課一度誤以為他的能力是加熱物質，因此稱為發火者，實際的能力是控制氧氣分子的流動，藉此可以發動缺氧攻擊，或是集中純氧引發劇烈的燃燒，最後還發展出可以從水分子中分解出氧和氫的能力，藉此引發氫氧混合氣爆。最後被空木實和安須由美子聯手擊敗，送到醫院去摘除第三隻眼並消除記憶，恢復為普通人。

### 其他人物
空木若葉（Utsugi Wakaba）
空木實最親愛的姊姊，比實大3歲。8年前的夜晚歹徒闖入空木家，姊弟兩人當時在廚房旁的食材儲藏室，若葉打開地板下收納庫的活門，把弟弟實推了進去，然後告訴他：如果他能乖乖的在心中默數數字，數到超過一千的話，就做布丁給他吃。若葉去求援，結果和父母一起遇害，全家只剩實一個人活了下來。當時實還只有8歲，若葉只有11歲。
由水典江（Yoshimizu Norie）
空木實的表姑姑兼義姊。活潑明亮的性格，目前唯一可以讓空木實放下心中警戒的人。在作晚飯時被「咀嚼者」綁架，後來在空木實和「特課」的合作下平安脫困。
箕輪朋美（Minowa Tomomi）
和空木實一樣就讀的吉城高中，是田徑社的女生。中學時曾是空木實的同班同學，因為髮型改變曾讓空木實一時沒認出來。兩人在早上的晨跑中相會而有所交流，後來被「咀嚼者」當成目標襲擊的時候，經過空木實和由美子的營救而脫險。
尾久（Ogu）
和箕輪朋美同班的男生，也是學校的田徑社社員，之前曾經因為仰慕箕輪朋美而與田徑社的其他兩個學長一起教訓空木實，目前與空木實保持還可以的關係。相當在意箕輪朋美最近的改變，因此請求空木實去跟箕輪朋美說話。
須加綾斗（Suka Ayato）
29歲男性，侵吞公司公款結果被老闆中久保洋介殺害，他的屍體被藏在中久保家灌滿水的地下酒窖中。中久保洋介冒用他的身分繼續在社會上工作。

## 名詞解釋
第三隻眼（Third Eye）
2019年9月的某一天從宇宙中落下的直徑不到兩公分的有機球體，有著透明且泛著潮濕光澤的表層，內核分為黑色和紅色兩種，可以寄生在人體各個不同的部位，除了提供宿主絕佳的視力、嗅覺、體力和恢復力之外，還會根據宿主的心靈創傷賦予宿主獨特的能力。
煤玉之眼（Jet Eye）
黑色內核的第三隻眼被稱為煤玉之眼，被煤玉之眼寄生的宿主沒有殺人傾向，但數量上比紅寶石之眼少許多。
紅寶石之眼（Ruby Eye）
紅色內核的第三隻眼被稱為紅寶石之眼，被紅寶石之眼寄生的宿主會受到精神干涉產生殺人的衝動。
脫離
當宿主完全死亡時，第三隻眼會發生強制的脫離現象離開宿主飛回宇宙，脫離時強大的力量連再厚的鋼板或水泥板都無法阻擋。
失控
當宿主的大腦被破壞，第三隻眼卻沒有脫離而接管了身體，就會演變成失控。失控後可能變成完全無法控制的怪物，也可能只是平靜地陷入永久的昏睡，但同樣的是宿主本身的意識都已經無法回復。
SPN信號（Seven Prime Numbers Signal）
位於月球背面的電波望遠鏡德萊頓Ⅰ在2019年7月觀測到的電波信號。此一極短波信號以很短的間隔分別重複發送了2、3、5、7、11、13和17次，由於它發送的次數剛好是前七個質數，因此以「Seven Prime Numbers」取頭一個字母而稱為「SPN信號」。後來此一來自宇宙的訊息被認為是對第三隻眼相關的災厄發出的警告。
特課
正式名稱為「厚生勞動省安全衛生部特別課」，因應第三隻眼造成的社會問題日本政府主導成立的特別組織，本部位於東京都新宿區戶山三丁目，由冰見課長設下的記憶結界守護，外人無法認知本部的存在。特課一面追緝紅寶石之眼的宿主加以處理或手術，一面在日本找尋尚未現身的煤玉之眼的宿主，邀請他們加入特課對付紅寶石之眼的宿主。
目前共有八名成員。初期成員有安須由美子、生駒早苗、DD(大門傳二郎)、教授(伊佐理理)；隨後陸續加入是齊藤奧利維、林丹貝爾卡(小村菖)和小村雛，最後是實。
分隊
正式名稱為「自衛隊陸上參謀本部運用支援情報部特別行動隊」，隸屬於自衛隊底下的煤玉之眼持有者組織。目前出場的別隊成員並沒有代號。
「組織」
由紅寶石之眼的宿主組成的秘密結社，正式名稱未知。為了逃避特課的追緝，「組織」節制了成員殺人的數量，求取組織本身的存續，以達成最終消滅人類的目標。

## 主題
不同於川原礫其他兩部以遊戲為題材的作品，《絕對的孤獨者》是以現實世界的物理超能力戰鬥為主題，對於敵方角色的內心世界也有較為深刻的著墨。有和《加速世界》類似的「心靈創傷」設定，能力的來源都來自於內心的想望。

## 文庫化過程
作家川原礫從2009年出道以來，一直維持著每年出版六本書的進度，不過到了2013年底，因為寫作需要的作業時間逐漸拉長，而且也有了一些文庫小說以外的工作。和責任編輯討論2014年排程的時候，一度曾考慮把出版的書數量減到五本，後來還是決定把已經在網路上發表的《絕對孤獨》小幅改寫成文庫版，並嘗試在2014年仍維持六本的出書量。
另一方面是因為網路的《絕對孤獨》也放置了一段時間，他是寫作靠氣勢的類型，如果再不文庫化，後面的故事可能也會接不下去，因此就敲定在2014年推出文庫版作品《絕對的孤獨者》。只是沒想到他動筆之後越改越多，最後重寫了90%以上的原稿，還佔用到其他作品的排程。
也因為改寫幅度甚大，網路版《絕對孤獨》的連載原稿目前並沒有撤下，還刊載在作者的個人網站『WordGear （页面存档备份，存于）』上，共有三章，劇情大致上分別對應到第一冊至第三冊的文庫版小說。依照作者說法，原則上目前每年會出版一本文庫版小說。

## 出版書籍

### 小說
| 日文版書名 | 中文版書名                               | 中文版書名           | 出版資訊                             | 出版資訊                              | 出版資訊                             | Web版 對應章節 | 封面人物          |
| 日本       | 中華民國 · 香港                          | 中华人民共和国       | 日本                                 | 中華民國 · 香港                       | 中华人民共和国                       | Web版 對應章節 | 封面人物          |
| ---------- | ---------------------------------------- | -------------------- | ------------------------------------ | ------------------------------------- | ------------------------------------ | -------------- | ----------------- |
|            | 絕對的孤獨者 (1) -咀嚼者 The Biter-      | 绝对的孤独者1 咀嚼者 | ISBN 978-4-04-866510-0 2014年6月10日 | ISBN 978-986-366-317-1 2015年3月13日  | ISBN 978-7-5340-4254-6 2015年3月20日 | 第一章         | 安須由美子        |
|            | 絕對的孤獨者 (2) -發火者 The Igniter-    | 绝对的孤独者2 点火者 | ISBN 978-4-04-869248-9 2015年2月10日 | ISBN 978-986-366-702-5 2015年9月17日  | ISBN 978-7-5340-4408-3 2015年7月20日 | 第二章         | 安須由美子        |
|            | 絕對的孤獨者 (3) -凝結者 The Trancer-    | 绝对的孤独者3 凝结者 | ISBN 978-4-04-865748-8 2016年2月10日 | ISBN 978-986-473-371-2 2016年11月14日 | ISBN 978-7-5340-4924-8 2016年7月20日 | 第三章         | 小村雛            |
|            | 絕對的孤獨者 (4) -刺擊者 The Stinger-    | 绝对的孤独者4 刺击者 | ISBN 978-4-04-892894-6 2017年5月10日 | ISBN 978-957-564-085-9 2018年3月8日   | ISBN 978-7-5340-6492-0 2018年3月20日 | 新章之壹       | 液化者            |
|            | 絕對的孤獨者 (5) -液化者 The Liquidizer- | 绝对的孤独者5 液化者 | ISBN 978-4-04-912382-1 2019年5月10日 | ISBN 978-957-743-747-1 2020年5月6日   | ISBN 978-7-5570-2245-7 2020年7月10日 | 新章之貳       | 安須由美子 液化者 |

### 漫畫
月刊Comic電擊大王於2015年8月號開始連載。作者為。2016年2月由電擊Comics NEXT集冊發售。
| 集數 | 電擊Comics | 電擊Comics    | 電擊Comics             |
| 集數 | 書名       | 初版發售日期  | ISBN                   |
| ---- | ---------- | ------------- | ---------------------- |
| 1    |            | 2016年2月9日  | ISBN 978-4-04-865656-6 |
| 2    |            | 2016年10月8日 | ISBN 978-4-04-892292-0 |
| 3    |            | 2017年7月10日 | ISBN 978-4-04-892920-2 |
| 4    |            | 2018年3月10日 | ISBN 978-4-04-893645-3 |

## 注脚
1. ↑  （日語） WordGear，《絕對孤獨》目前停止更新中。
2. ↑  在殼裡面看到的世界則呈現藍色。
3. ↑  完全無視物理法則，可以隔絕水、爆炸的火焰，雖然聽不見外界的聲音，但仍可以呼吸。

## 外部連結
- WordGear （页面存档备份，存于） － 作者個人網站（日語）
- 絶対ナル孤独者≪アイソレータ≫1 ——咀嚼者 The Biter—— （页面存档备份，存于） － 電擊文庫官方網站（日語）
- 插畫家シメジ的X（前Twitter）（日語）